# Gimnastică la Jocurile Olimpice de vară din 1996
Probele sportive de gimnastică la Jocurile Olimpice de vară din 1996 s-au desfășurat în două discipline diferite: gimnastică artistică și gimnastică ritmică. Au avut loc în perioada 20-29 iulie la Georgia Dome din Atlanta.

## Medaliați

### Gimnastică artistică

#### Masculin
| Probă             | Aur | Argint | Bronz |
| Echipe compus     | Rusia (RUS) · Sergei Kharkov · Nikolai Kryukov · Alexei Nemov · Yevgeni Podgorny · Dmitri Trush · Dmitri Vasilenko · Alexei Voropaev | China (CHN) · Fan Bin · Fan Hongbin · Huang Huadong · Huang Liping · Li Xiaoshuang · Shen Jian · Zhang Jinjing | Ucraina (UKR) · Ihor Korobchynskyi · Oleg Kosiak · Grigory Misutin · Vladimir Shamenko · Rustam Sharipov · Olexander Svitlichni · Yuri Yermakov |
| Individual compus | Li Xiaoshuang · China (CHN) | Alexei Nemov · Rusia (RUS)                                                                                     | Vitali Șcerbo · Belarus (BLR) |
| Sol               | Ioannis Melissanidis · Grecia (GRE)                                                                                                  | Li Xiaoshuang · China (CHN)                                                                                    | Alexei Nemov · Rusia (RUS) |
| Cal cu mânere     | Li Donghua · Elveția (SUI) | Marius Urzică · România (ROU)                                                                                  | Alexei Nemov · Rusia (RUS) |
| Inele             | Yuri Chechi · Italia (ITA) | Szilveszter Csollány · Ungaria (HUN)                                                                           | neatribuit |
| Inele             | Yuri Chechi · Italia (ITA) | Dan Burincă · România (ROU)                                                                                    | neatribuit |
| Sărituri          | Alexei Nemov · Rusia (RUS) | Yeo Hong-Chul · Coreea de Sud (KOR)                                                                            | Vitali Șcerbo · Belarus (BLR) |
| Paralele          | Rustam Sharipov · Ucraina (UKR) | Jair Lynch · Statele Unite ale Americii (USA)                                                                  | Vitali Șcerbo · Belarus (BLR) |
| Bară              | Andreas Wecker · Germania (GER) | Krasimir Dounev · Bulgaria (BUL)                                                                               | Fan Bin · China (CHN) · Alexei Nemov · Rusia (RUS) · Vitali Șcerbo · Belarus (BLR)                                                              |

#### Feminin
| Probă             | Aur | Argint | Bronz |
| Echipe compus     | Statele Unite ale Americii (USA) · Amanda Borden · Amy Chow · Dominique Dawes · Shannon Miller · Dominique Moceanu · Jaycie Phelps · Kerri Strug | Rusia (RUS) · Elena Dolgopolova · Rozalia Galiyeva · Elena Grosheva · Svetlana Khorkina · Dina Kochetkova · Yevgeniya Kuznetsova · Oksana Liapina | România (ROU) · Simona Amânar · Gina Gogean · Ionela Loaieș · Alexandra Marinescu · Lavinia Miloșovici · Mirela Țugurlan |
| Individual compus | Lilia Podkopaeva · Ucraina (UKR) | Gina Gogean · România (ROU) | Simona Amânar · România (ROU) · Lavinia Miloșovici · România (ROU)                                                       |
| Sărituri          | Simona Amânar · România (ROU) | Mo Huilan · China (CHN) | Gina Gogean · România (ROU)                                                                                              |
| Sol               | Lilia Podkopaeva · Ucraina (UKR) | Simona Amânar · România (ROU) | Dominique Dawes · Statele Unite ale Americii (USA)                                                                       |
| Paralele inegale  | Svetlana Khorkina · Rusia (RUS) | Bi Wenjing · China (CHN) | neatribuit |
| Paralele inegale  | Svetlana Khorkina · Rusia (RUS) | Amy Chow · Statele Unite ale Americii (USA) | neatribuit |
| Bârnă             | Shannon Miller · Statele Unite ale Americii (USA)                                                                                                | Lilia Podkopaeva · Ucraina (UKR) | Gina Gogean · România (ROU)                                                                                              |

### Gimnastică ritmică
| Probă             | Aur | Argint | Bronz |
| Echipe compus     | Spania (ESP) · Estela Giménez Cid · Marta Baldó Marín · Nuria Cabanillas Provencio · Lorena Guréndez García · Estíbaliz Martínez Yerro · Tania Lamarca Celada | Bulgaria (BUL) · Ina Delcheva · Valentina Kevlian · Maria Koleva · Maja Tabakova · Ivelina Taleva · Vjara Vatachka | Rusia (RUS) · Yevgeniya Bochkaryova · Irina Dzyuba · Yuliya Ivanova · Yelena Krivoshey · Olga Shtyrenko · Angelina Yushkova |
| Individual compus | Ekaterina Serebrianskaya · Ucraina (UKR) | Yanina Batyrchina · Rusia (RUS)                                                                                    | Elena Vitrichenko · Ucraina (UKR)                                                                                           |

## Clasament pe medalii
| Loc   | Țară                             | Aur | Argint | Bronz | Total |
| ----- | -------------------------------- | --- | ------ | ----- | ----- |
| 1     | Ucraina (UKR)                    | 4   | 1      | 2     | 7     |
| 2     | Rusia (RUS)                      | 3   | 3      | 4     | 10    |
| 3     | Statele Unite ale Americii (USA) | 2   | 2      | 1     | 5     |
| 4     | România (ROU)                    | 1   | 4      | 5     | 10    |
| 5     | China (CHN)                      | 1   | 4      | 1     | 6     |
| 6     | Spania (ESP)                     | 1   | 0      | 0     | 1     |
| 6     | Germania (GER)                   | 1   | 0      | 0     | 1     |
| 6     | Grecia (GRE)                     | 1   | 0      | 0     | 1     |
| 6     | Italia (ITA)                     | 1   | 0      | 0     | 1     |
| 6     | Elveția (SUI)                    | 1   | 0      | 0     | 1     |
| 11    | Bulgaria (BUL)                   | 0   | 2      | 0     | 2     |
| 12    | Coreea de Sud (KOR )             | 0   | 1      | 0     | 1     |
| 12    | Ungaria (HUN)                    | 0   | 1      | 0     | 1     |
| 14    | Belarus (BLR)                    | 0   | 0      | 4     | 4     |
| Total | Total                            | 16  | 18     | 17    | 51    |